# Квитницкая, Ксения Михайловна
Квитни́цкая, Ксения Михайловна (15.07.1887 — 1.02.1956) — певица, артистка эстрады и театра.

## Биография
Родилась в семье потомственных дворян. По линии отца все мужчины были военными, один из которых отличился в войне с Наполеоном в сражении при Фер-Шампенуазе. Память об этом сохраняется от поколения к поколению.
Получила домашнее образование. Вышла замуж за полковника железнодорожных войск и уехала с ним в Харбин по месту его службы на Китайско-Восточной железной дороге (КВЖД). Родились дети. Часто она собирала в доме на музыкальные вечера родных и друзей, которые слушали её пение. По их настоянию она поступила в Московскую консерваторию в класс Мазетти Умберто Августовича. В последние годы учёбы одновременно служила в оперно-драматической труппе при Московском Военкомате (певица − меццо-сопрано).
После окончания Консерватории, уезжает за детьми, находившимися у родственников в Крыму. В связи со смертью мужа, она возвращается к фамилии Квитницкая, которая и ранее была её сценическим псевдонимом.
С 1920 г. работает в Харькове артисткой постоянной концертной группы при политсовете Харьковского Губвоенкомиссариата. В её репертуаре — русские романсы, русские народные песни, „песни настроений“, вокальная классика.
В 1922 г. она переезжает в Москву, поёт на эстраде, работает в театре „Красный Бич“, а затем в государственном театре „Синяя блуза“. Здесь, учитывая жизненный и сценический опыт, образование, а также характер, её ценят не только как актрису, но и как организатора и руководителя эстрадной группы театра, в которой работают: Гардин Н. Н., Давыдов И. Ф., Мономахова Л. П., Оболенский К. Л., Ратмиров С. Г., Ребоне В. Ф., Садовский А. А., Сурский А. И., Чарская Г. И.
Заведует музыкальной частью композитор Гальперин С. С.
Она организовывает Производственную группу театра.
Ей доверяют организацию гастролей театра и его отдельных групп.
В конце 1929 г. она покидает театр. Её мужа — инженера-механика переводят на работу в Ленинград. По дороге она простужается, долго болеет и теряет певческий голос. Путь на сцену становится невозможным.
В конце жизни она учит детей иностранным языкам, которыми прекрасно владела.
Умерла в Москве 1 февраля 1956 г. на руках своего сына Романа Николаевича Квитницкого.
Похоронена на Пятницком кладбище (Москва).

## Фотографии и документы из семейного архива Квитницких

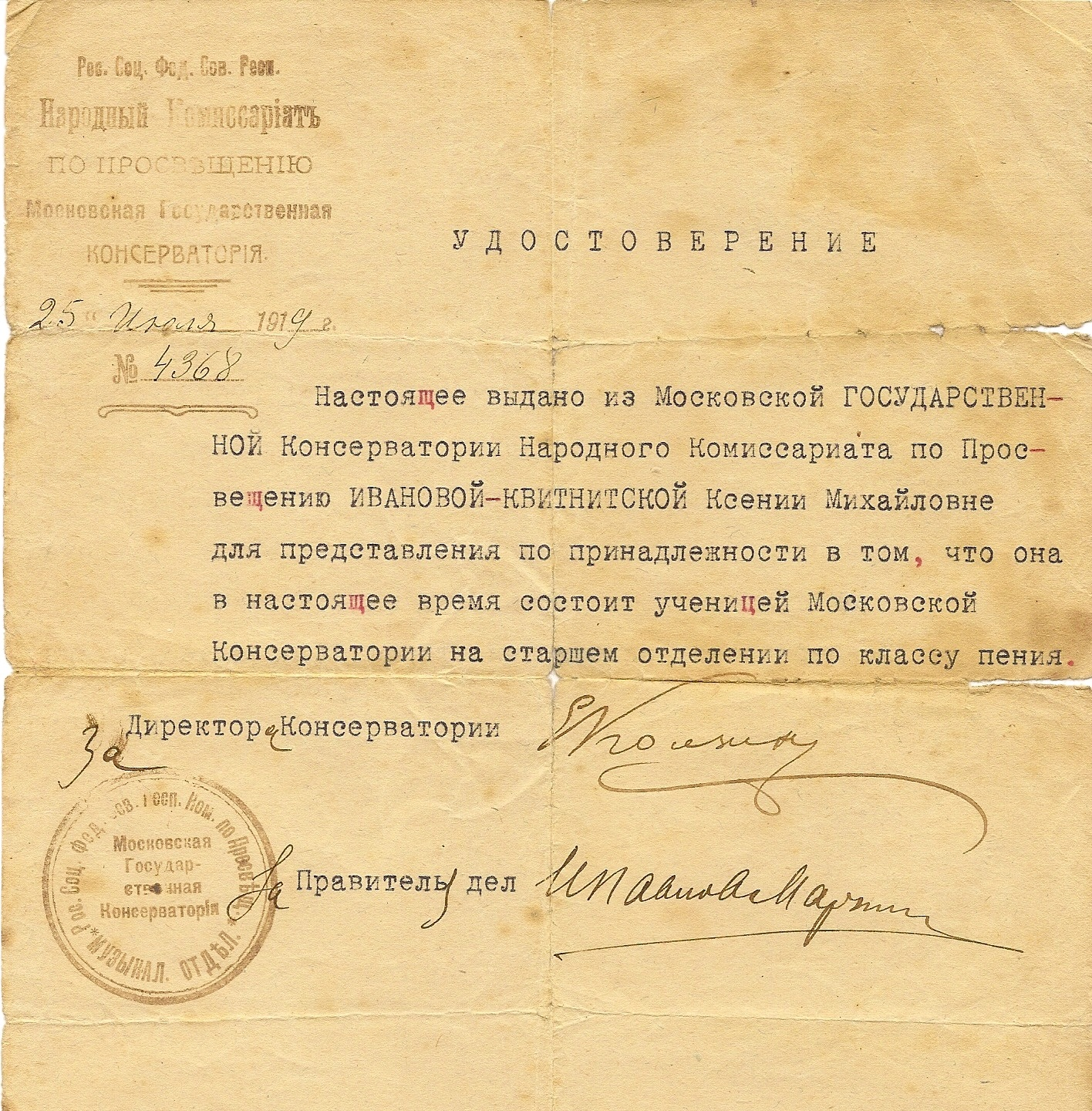
Сцена из представления  театра СИНЯЯ БЛУЗА. Квитницкая К.М. - в центре.
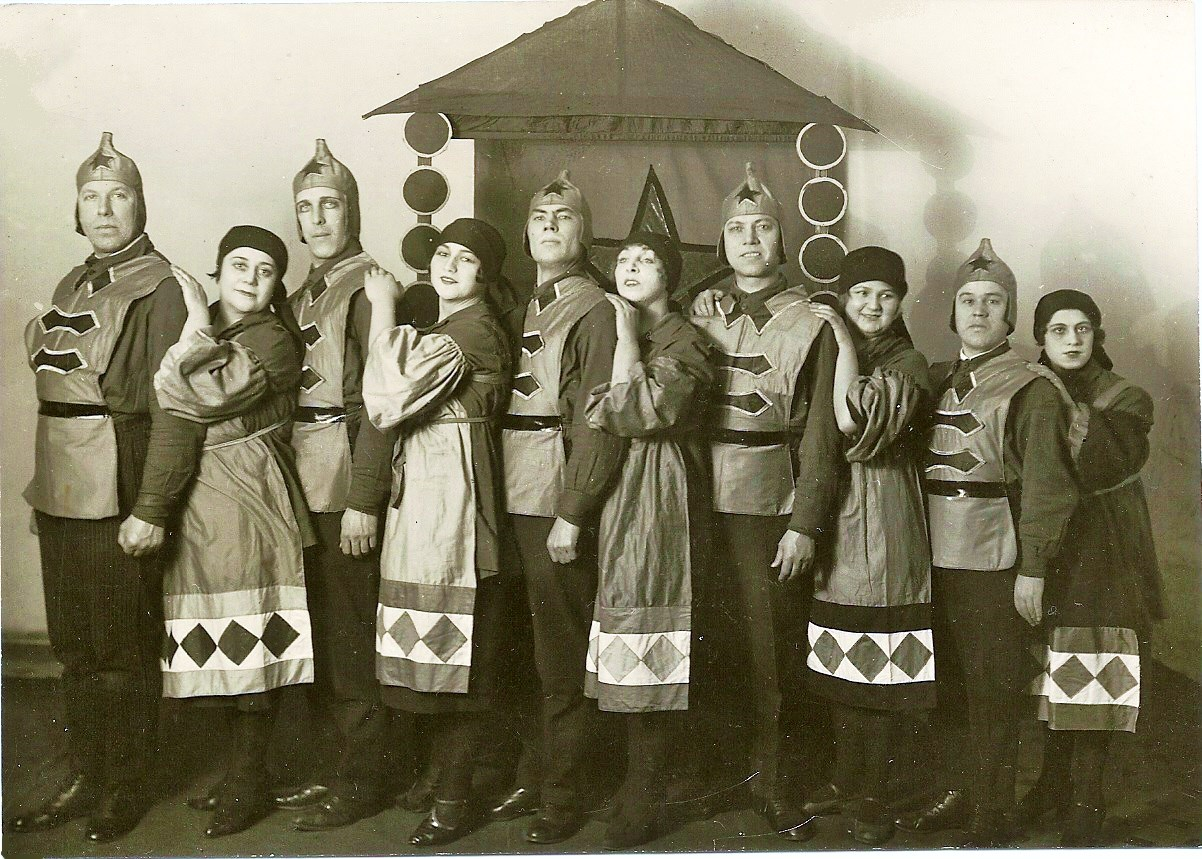
Сцена из представления эстрадной группы театра СИНЯЯ БЛУЗА. Вторая слева - руководитель группы Квитницкая К.М. 1928 г.
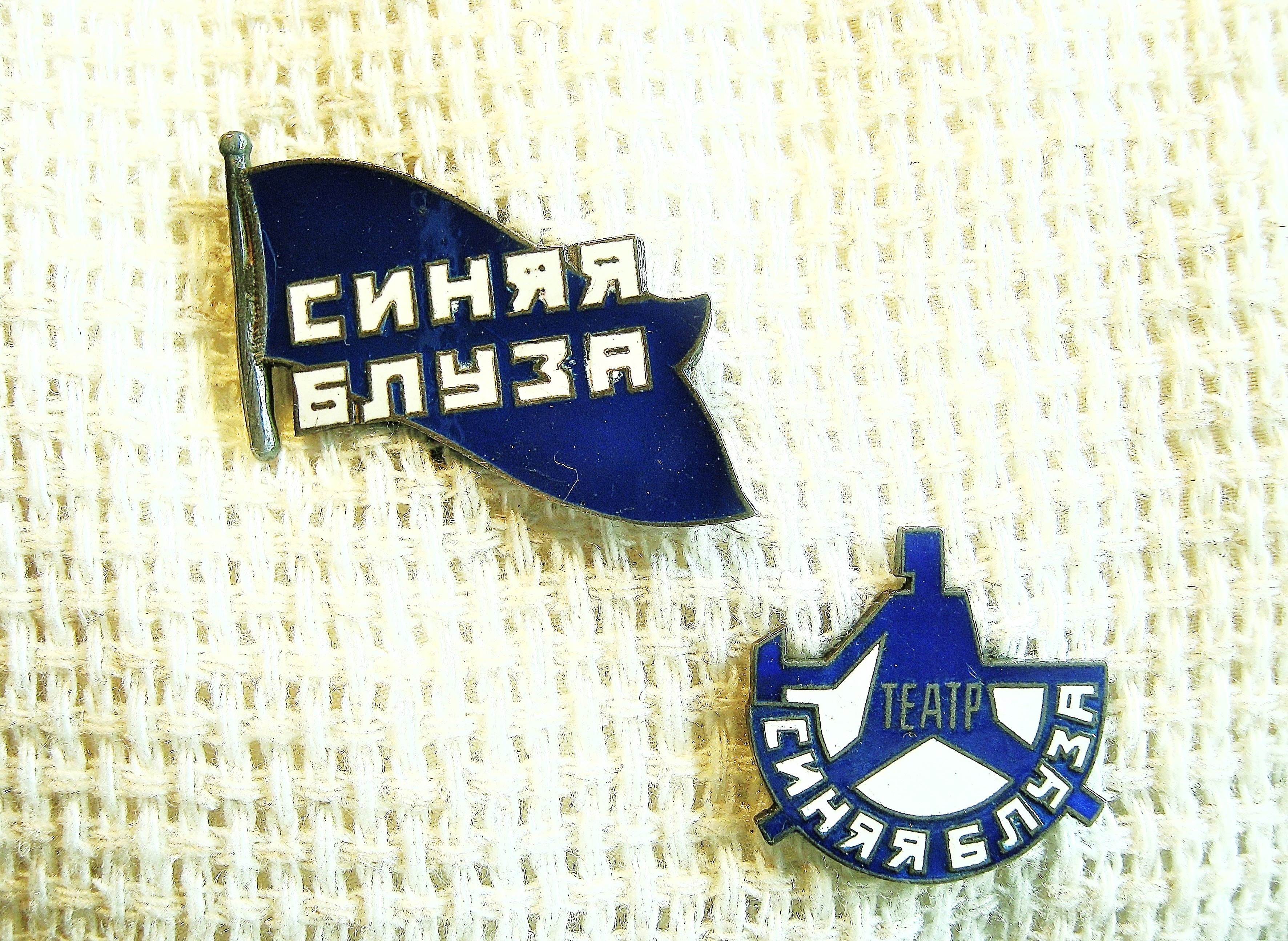
Значки театра СИНЯЯ БЛУЗА Квитницкой К.М.
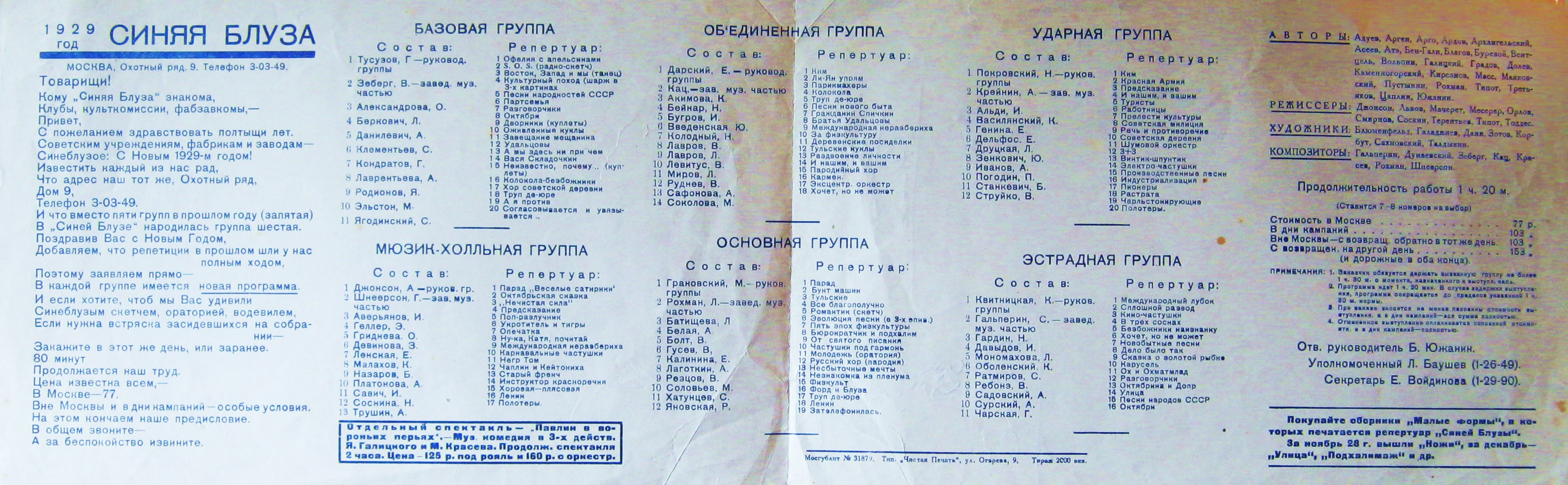
Буклет театра СИНЯЯ БЛУЗА, 1929 г.
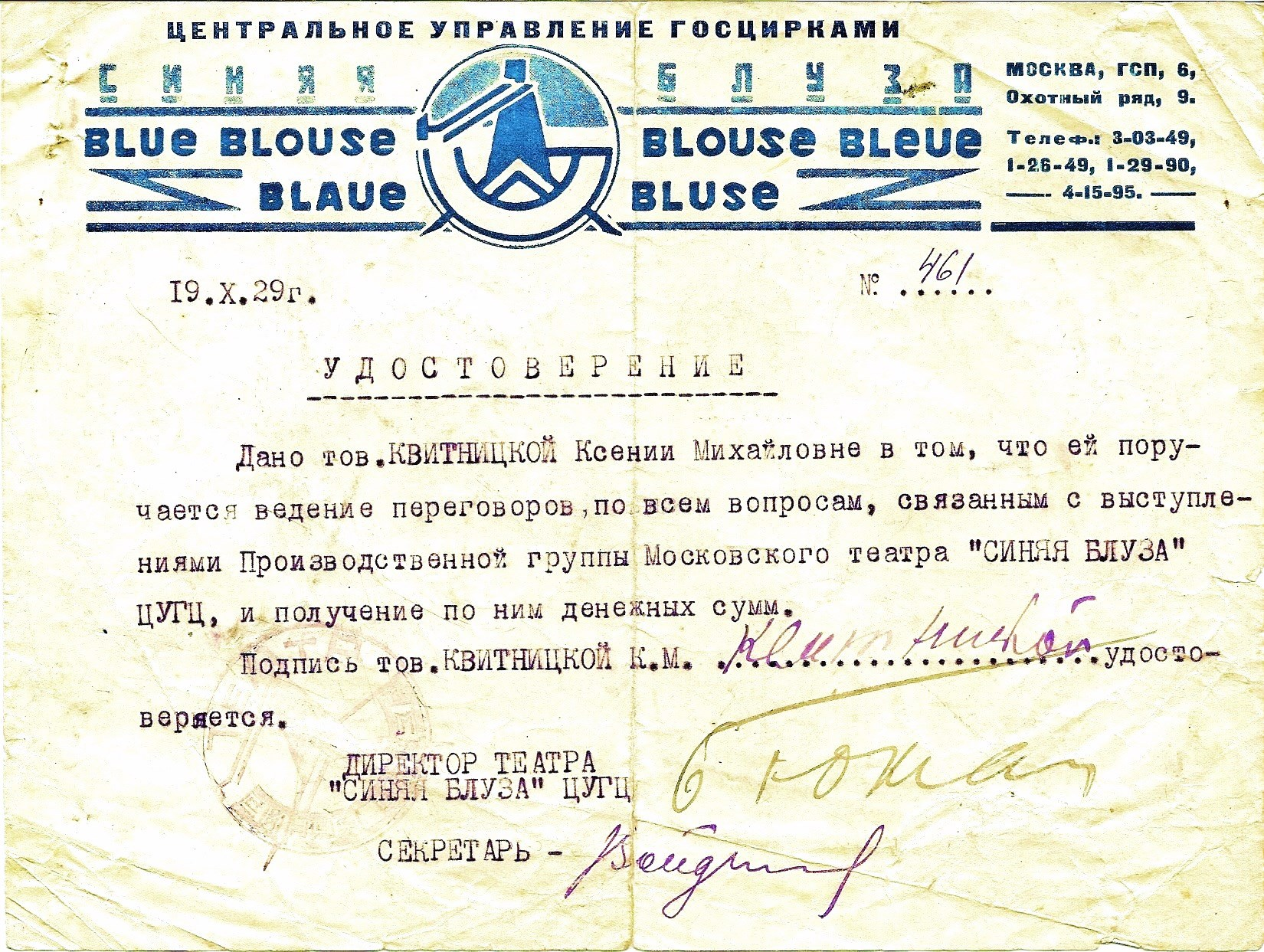
Синяя блуза. Удостоверение № 461,выданное Квитницкой К.М. и подписанное руководителем театра СИНЯЯ БЛУЗА Борисом Южаниным.
Гастрольная афиша производственной группы театра СИНЯЯ БЛУЗА на Украине. Руководитель группы Квитницкая К.М.